# Václav Sochor
Václav Sochor (7. října 1855, Obora u Loun – 23. února 1935, Praha) byl český malíř, představitel oficiální malby akademického realismu.

## Život
Václav Sochor pocházel ze selské rodiny, jeho rodiče hospodařili ve Vlčí a v Cítolibech. Studoval v letech 1855–1857 na Akademii výtvarných umění v Praze u prof. Antonína Lhoty a Emanuela Roma. Jeho spolužáky a přáteli byli Mikoláš Aleš, Antonín Chittussi a Felix Jenewein.
V následujících pěti letech pokračoval ve studiu na Akademii výtvarných umění v Mnichově (1877–1882) a odtud odešel do Paříže, aby dokončil studia u Charlese E. A. Duranda, Léona Bonnata a Philippa Ralla. Stejně jako Václav Brožík pobýval v Paříži dlouhodobě a jako jeden z mála cizinců se stal členem Société Nationale des Beaux Arts. Vystavoval pravidelně na Pařížských salonech a na Světové výstavě v Paříži  roku 1889, kde získal stříbrnou medaili. Přátelil se se spolužákem Theodoerem Hilšerem a s Vojtěchem Hynaisem.
Roku 1895 se vrátil do Čech a tvořil v Cítolibech. Další ateliér si zřídil roku 1907 v Praze, kde žil až do své smrti roku 1935. Své malířské dílo uzavřel již roku 1908. Je pohřben v Cítolibech. jeho pozůstalost je v archivu Národní galerie v Praze.

## Rodina
- Mladším bratrem byl architekt Eduard Sochor .
- S manželkou Marií měl jedinou dceru Marii.

## Dílo

Václav Sochor, Baterie mrtvých

Václav Sochor byl portrétista a malíř válečných scén, představitel francouzského akademického realismu.
- Slavnost Božího těla (olej na plátně, 5 x 8 m) zobrazuje pražské procesí, vycházející po schodišti z kostela sv. Jana Na skalce na karlovo náměstí. Namaloval je roku 1875 během svého pobytu v Cítolibech a vystavil na Světové výstavě v Paříži roku 1889, kde za něj získal stříbrnou medaili. Toto dílo pak představil na Jubilejní výstavě v Praze roku 1891 a také v Bruselu, Düsseldorfu a Drážďanech. Slavnost Božího těla je prvním monumentálním zobrazením plenérové mnohafigurové kompozice v české malbě a je nyní v majetku Národní galerie v Praze.

- Baterie mrtvých (5 x 8 m), zachycuje konec jezdectva baterie polního dělostřelectva 8. regimentu v krvavé bitvě u Hradce Králové roku 1866; obraz zakoupil císař František Josef I. pro Vojenské historické muzeum ve Vídni.[6]. * Srážka jízdy u Střezetic u Králova Hradce (6 x 9 m), protějšek předchozího obrazu[7], rovněž zakoupené pro Vojenské historické muzeum ve Vídni.[8]
- Předvoj výzvědné hlídky, 1887[9]

Kromě vojenské tematiky  Václav Sochor maloval také portréty, , oltářní obrazy a akty.
- Portrét matky
- Autoportrét
- Princ Z. L.(Zdeněk Lobkowicz) (1898)
- Kněžna P. L.(Lobkowiczová)  (1898)[11]
- Pražský starosta Vladimír Srb, (1902), Staroměstská radnice (zasedací síň)
- Oltářní obraz sv. Václava, kaple sv. Václava Vlčí, novorománskou kapli projektoval Václavův bratr Eduard.
- V lázni, ženský akt (1886)
- Ležící chlapec (akt)

### Výstavy (výběr)
- 1889 Světová výstava v Paříži
- 1891 Jubilejní výstava, Praha
- 1898 59. výstava Krasoumné jednoty v Praze
- 1902 bývalý posádkový kostel sv. Vojtěcha v Praze u Prašné brány
- 1928 Souborná výstava Václava Sochora, Klementinum, Praha
- 1937 Hradec Králové
- 1938 Obecní dům v Praze - souborná výstava

## Galerie

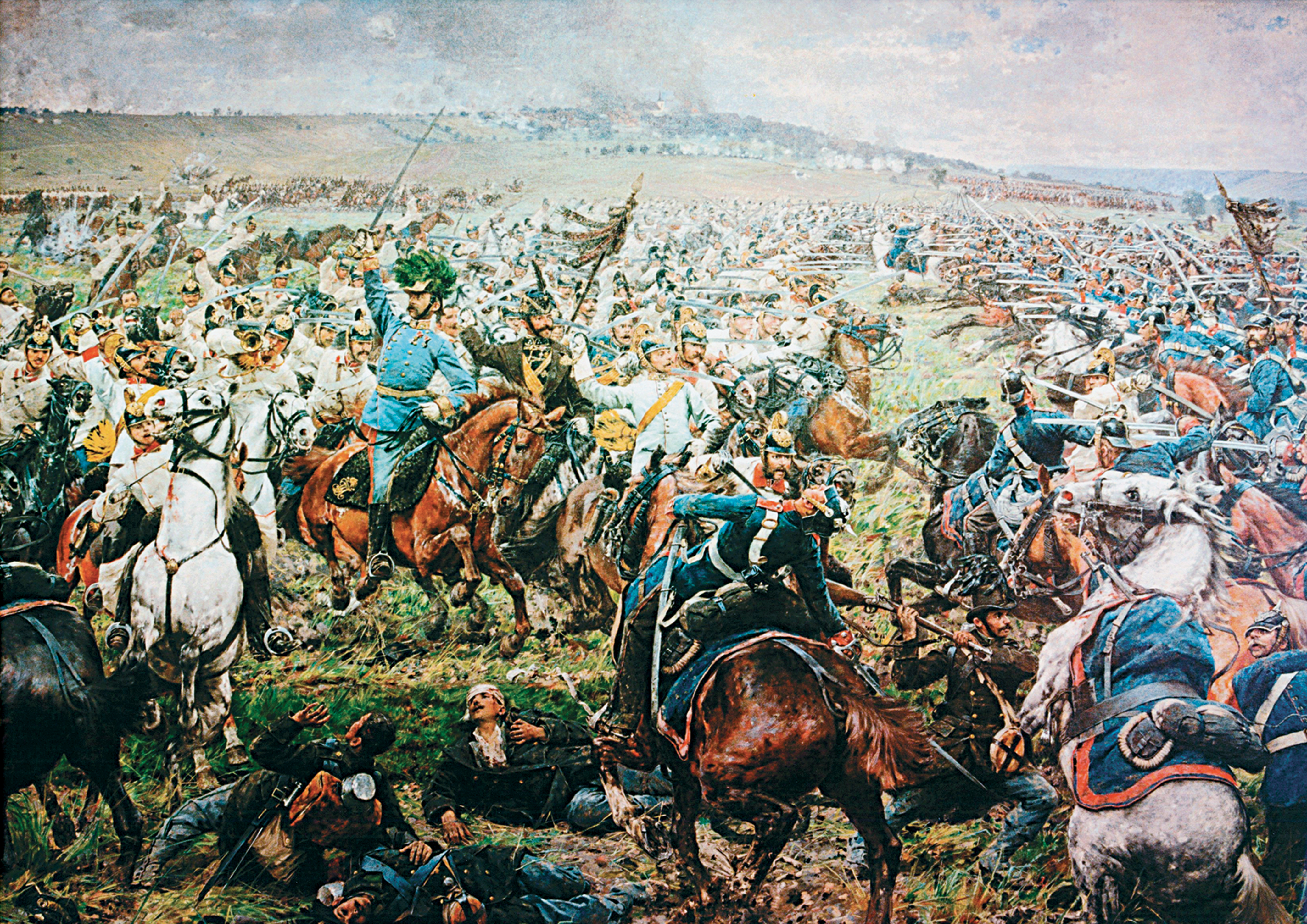
Václav Sochor - Srážka jízdy u Střezetic
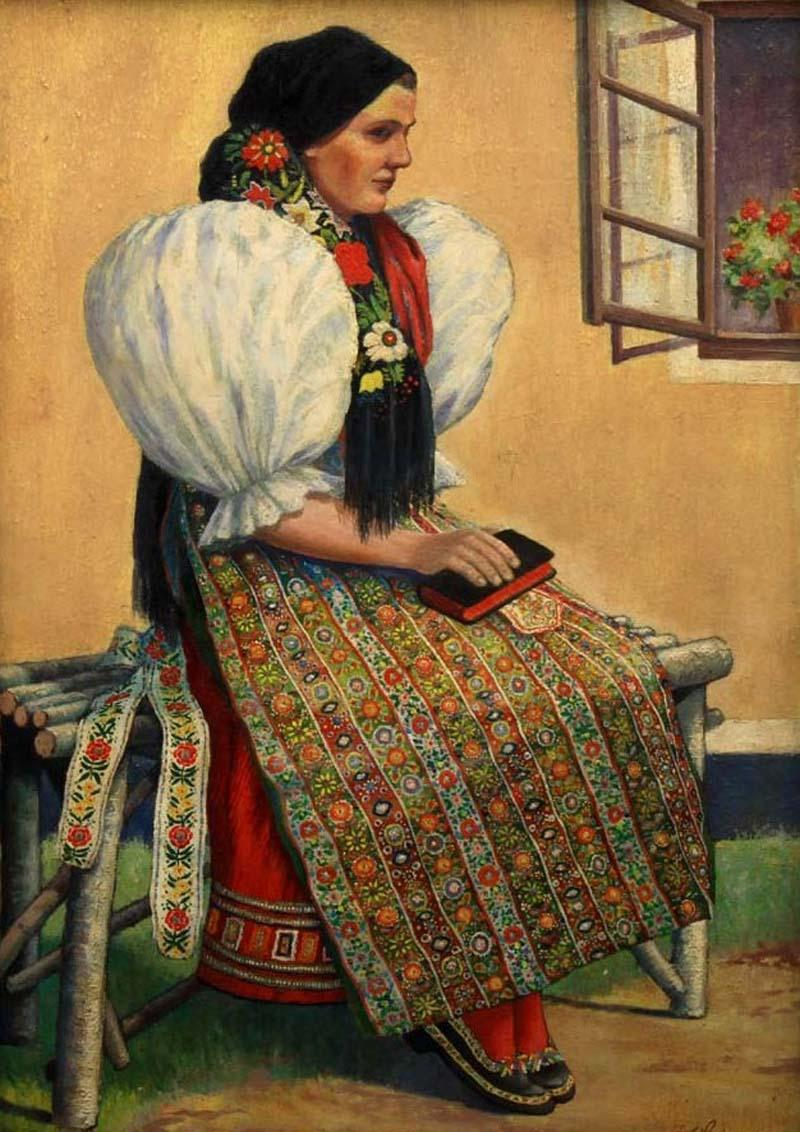
Václav Sochor - Dívka v kroji
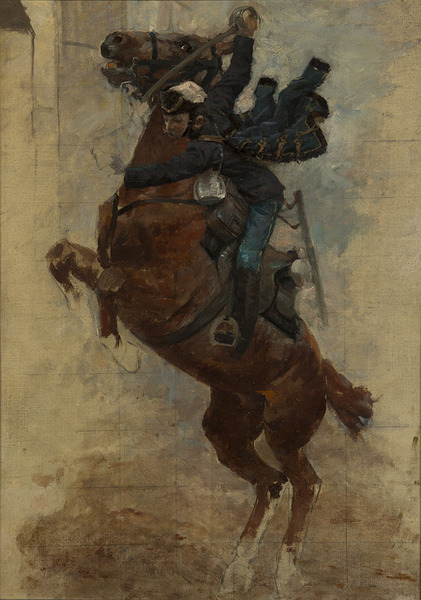
Václav Sochor - Jezdec na koni
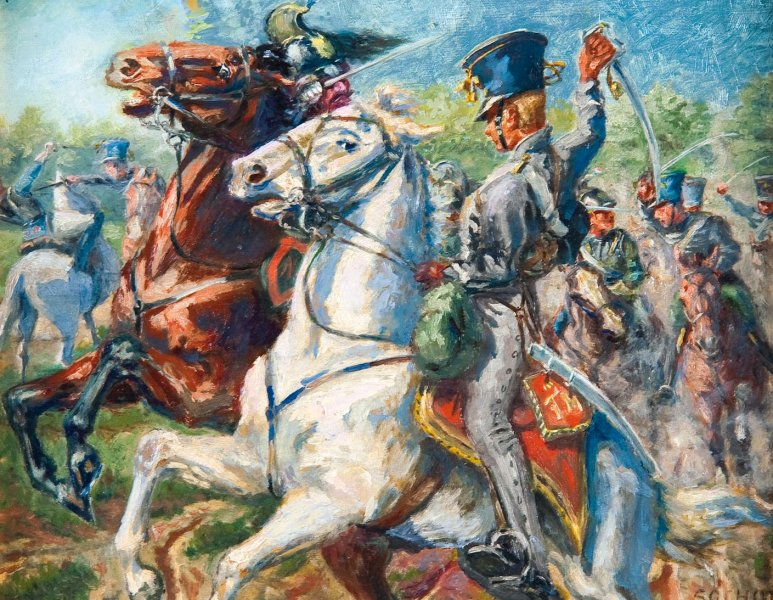
Václav Sochor - Bitva